# A Kangaroo-sziget madárfajainak listája
Ez a lista a Kangaroo-sziget madárfajainak felsorolását tartalmazza.
A szigetről 267 madárfajt írtak le. Közülük itt fészkelnek, illetve rendszeren látogatják az alábbiak.
Struccalakúak (Struthioniformes)
- emu Dromaius novaehollandiae

† kenguru-szigeti emu Dromaius baudinianus
Tyúkalakúak (Galliformes)
- talegallatyúk Alectura lathami
- feketemellű fürj Coturnix pectoralis
- barna fürj Coturnix ypsilophora
- kék páva Pavo cristatus

Lúdalakúak (Anseriformes)
- szálkás réce	Oxyura australis
- lebernyeges réce	Biziura lobata
- gyöngyös réce	Stictonetta naevosa
- fekete hattyú	Cygnus atratus
- tyúklúd	Cereopsis novaehollandiae
- ausztrál ásólúd	Tadorna tadornoides
- sörényes lúd	Chenonetta jubata
- szemöldökös réce	Anas superciliosa
- ausztráliai kanalasréce	Anas rhynchotis
- szürke réce	Anas gracilis
- gesztenyebarna réce	Anas castanea
- böjti réce	Anas querquedula
- lapátcsőrű réce	Malacorhynchus membranaceus
- ausztrál cigányréce	Aythya australis

Vöcsökalakúak (Podicipediformes)
- ausztrál vöcsök	Tachybaptus novaehollandiae
- deresfejű vöcsök	Poliocephalus poliocephalus
- búbos vöcsök	Podiceps cristatus

Pingvinalakúak (Sphenisciformes)
- fjordlandi pingvin	Eudyptes pachyrhynchus
- törpe pingvin	Eudyptula minor

Viharmadár-alakúak (Procellariiformes)
- barnahátú bukóhojsza	Pelecanoides urinatrix
- déli óriáshojsza	Macronectes giganteus
- északi óriáshojsza	Macronectes halli
- déli sirályhojsza	Fulmarus glacialoides
- galambhojsza	Daption capense
- kergueleni hojsza	Aphrodroma brevirostris
- nagyszárnyú viharmadár	Pterodroma macroptera
- fehérfejű viharmadár	Pterodroma lessonii
- kék viharmadár	Halobaena caerulea
- szélescsőrű cethojsza	Pachyptila vittata
- Pachyptila salvini
- antarktiszi cethojsza	Pachyptila desolata
- vékonycsőrű cethojsza	Pachyptila belcheri
- gerlecsőrű cethojsza	Pachyptila turtur
- fehérállú viharmadár	Procellaria aequinoctialis
- szürke viharmadár	Procellaria cinerea
- piroslábú vészmadár	Puffinus carneipes
- vékonycsőrű vészmadár	Puffinus tenuirostris
- csapdosó vészmadár	Puffinus gavia
- Hutton-vészmadár	Puffinus huttoni
- vándoralbatrosz 	Diomedia exulans
- királyalbatrosz	Diomedia epomophora
- dolmányos albatrosz	Thalassarche melanophris, Diomedea melanophris
- tasmán albatrosz	Thalassarche cauta, Diomedea cauta
- szürkefejű albatrosz	Thalassarche chrysostoma, Diomedea chrysostoma
- sárgacsőrű albatrosz	Thalassarche chlororhynchos, Diomedea chlororhynchos
- füstös albatrosz	Phoebetria fusca
- kormos albatrosz	Phoebetria palpebrata
- Wilson-viharfecske	Oceanites oceanicus
- fehérarcú viharfecske	Pelogodroma marina

Phaethontiformes
- vörösfarkú trópusimadár	Phaethon rubricauda

Szulaalakúak (Suliformes)
- ausztrál szula	Morus serrator
- fekete-fehér törpekormorán	Phalacrocorax melanoleucos
- feketeképű kárókatona	Phalacrocorax fuscescens, Leucocarbo fuscescens
- maori kárókatona	Phalacrocorax varius
- fekete kárókatona	Phalacrocorax sulcirostris
- nagy kárókatona	Phalacrocorax carbo
- feketehasú kígyónyakúmadár	Anhinga melanogaster

Gödényalakúak (Pelecaniformes)
- ausztrál pelikán	Pelecanus conspicillatus
- fehérarcú gém	Egretta novaehollandiae
- kis kócsag	Egretta garzetta
- keleti zátonykócsag	Egretta sacra
- fehérnyakú gém	Ardea pacifica
- nagy kócsag	Ardea alba
- pásztorgém	Bubulcus ibis, Ardea ibis
- kaledón bakcsó	Nycticorax caledonicus
- ausztrál bölömbika	Botaurus poiciloptilus
- batla	Plegadis falcinellus
- malukui íbisz	Threskiornis molucca
- tüskésnyakú íbisz	Threskiornis spinicollis
- királykanalasgém	Platalea regia
- sárgalábú kanalasgém	Platalea flavipes

Vágómadár-alakúak (Accipitriformes)
- halászsas	Pandion haliaetus
- ausztrál kuhi	Elanus axillaris
- éjjeli kuhi	Elanus scriptus
- kontyos kánya	Lophoictinia isura
- barna kánya	Milvus migrans
- nyílfarkú kánya	Haliastur sphenurus
- fehérhasú rétisas	Haliaeetus leucogaster
- pettyes rétihéja	Circus assimilis
- mocsári rétihéja	Circus approximans
- örvös héja	Accipiter fasciatus
- eukaliptusz-karvaly 	Accipiter cirrhocephalus
- ékfarkú sas	Aquila audax
- ausztrál törpesas	Hieraateus morphnoides

Sólyomalakúak (Falconiformes)
- hosszúlábú sólyom	Falco berigora
- ausztrál kabasólyom	Falco longipennis
- fekete sólyom	Falco subniger
- vándorsólyom	Falco peregrinus
- ausztrál vércse	Falco cenchroides

Darualakúak (Gruiformes)
- Brolga-daru	Grus rubicunda
- szalagos guvat	Gallirallus philippensis
- palaszürke guvat	Lewinia pectoralis, Rallus pectoralis
- törpe vízicsibe	Porzana pusilla
- folyólakó vízicsibe	Porzana fluminea
- déltengeri vízicsibe	Porzana tabuensis
- kék fú	Porphyrio porphyrio
- pápua vízityúk	Gallinula tenebrosa
- vöröslábú mocsárityúk	Gallinula ventralis
- szárcsa	Fulica atra

Lilealakúak (Charadriiformes)
- tarka guvatfürj	Turnix varia
- Latham-sárszalonka	Gallinago hardwickii
- nagy goda	Limosa limosa
- kis goda	Limosa lapponica
- kis póling	Numenius phaeopus
- távol-keleti póling	Numenius madagascariensis
- tavi cankó	Tringa stagnatilis
- szürke cankó	Tringa nebularia
- réti cankó	Tringa glareola
- terekcankó	Xenus cinereus
- billegetőcankó	Actitus hypoleucos
- szibériai vándorcankó	Heteroscelus brevipes
- kőforgató	Arenaria interpres
- sarki partfutó	Calidris canutus
- fenyérfutó	Ereunetes albus, Calidris alba
- rozsdástorkú partfutó	Ereunetes ruficollis, Calidris ruficollis
- hosszúujjú partfutó	Ereunetes subminutus, Calidris subminuta
- vándor partfutó	Ereunetes melanotos, Calidris melanotos
- hegyesfarkú partfutó	Ereunetes acuminatus, Calidris acuminata
- sarlós partfutó	Ereunetes ferrugineus, Calidris ferruginea
- nagy guvatszalonka	Rostratula benghalensis
- hosszú lábú ugartyúk	Burhinus grallarius
- ausztrál csigaforgató	Haematopus longirostris
- füstös csigaforgató	Haematopus fuliginosus
- gólyatöcs	Himantopus himantopus
- iszaptöcs	Cladorhynchus leucocephalus
- vörösfejű gulipán	Recurvirostra novaehollandiae
- ázsiai pettyeslile	Pluvialis fulva
- ezüstlile	Pluvialis squatarola
- vörösfejű lile	Charadrius ruficapillus
- maori lile	Charadrius bicinctus
- tibeti lile	Charadrius mongolus
- sivatagi lile	Charadrius leschenaultii
- tavi lile	Elseyornis melanops
- sapkás lile	Thinornis rubricollis
- barátlile	Erythrogonys cinctus
- örvös bíbic	Vanellus tricolor
- álarcos bíbic	Vanellus miles
- nagy halfarkas	Catharacta skua
- szélesfarkú halfarkas	Stercorarius pomarinus
- ékfarkú halfarkas	Stercorarius parasiticus
- bukó sirály	Larus pacificus
- déli sirály	Larus dominicanus
- ausztrál sirály	Chroicocephalus novaehollandiae, Larus novaehollandiae
- kacagó csér	Gelochelidon nilotica, Sterna nilotica
- lócsér	Hydroprogne caspia, Sterna caspia
- üstökös csér	Thalasseus bergii, Sterna bergii
- fehér mellű csér	Sterna striata
- küszvágó csér	Sterna hirundo
- déltengeri csér	Sternula nereis, Sterna nereis
- füstös csér	Onychoprion fuscatus, Sterna fuscata
- fattyúszerkő	Chlidonias hybridus

Galambalakúak (Columbiformes)
- szirti galamb	Columba livia
- gyöngyösnyakú gerle	Streptopelia chinensis
- bronzszárnyú galamb	Phaps chalcoptera
- kontyos galamb	Ocyphaps lophotes

Papagájalakúak (Psittaciformes)
- barnafejű hollókakadu	Calyptorhynchus lathami
- sárgafülű gyászkakadu	Calyptorhynchus funereus
- sisakos kakadu	Callocephalon fimbriatum
- rózsás kakadu	Eolophus roseicapilla, Cacatua roseicapilla
- csupaszszemű kakadu	Cacatua sanguinea
- sárgabóbitás kakadu	Cacatua galerita
- szivárványlóri	Trichoglossus haematodus
- kékvállú lóri	Glossopsitta porphyrocephala
- Pennant-papagáj	Platycercus elegans
- hullámos papagáj	Melopsittacus undulatus
- díszes fűpapagáj	Neophema elegans
- kövi fűpapagáj	Neophema petrophila

Kakukkalakúak (Cuculiformes)
- halvány kakukk	Cuculus pallidus
- legyezőfarkú kakukk	Cacomantis flabelliformis
- Horsfield-rézkakukk	Chrysococcyx basalis
- fénylő rézkakukk	Chrysococcyx lucidus

Bagolyalakúak (Strigiformes)
- kakukkbagoly	Ninox novaeseelandiae
- gyöngybagoly	Tyto alba
- bagolyfecske	Podargus strigoides

Lappantyúalakúak (Caprimulgiformes)
- árgus lappantyú	Eurostopodus argus

Sarlósfecske-alakúak (Apodiformes)
- ausztrál kuvikfecske	Aegotheles cristatus
- sertefarkú sarlósfecske	Hirundapus caudacutus
- keleti sarlósfecske	Apus pacificus

Szalakótaalakúak (Coraciiformes)
- kacagó kokabura	Dacelo novaeguineae
- szent halción	Todiramphus sanctus
- szivárványgyurgyalag	Merops ornatus
- kéknyakú csörgőmadár	Eurystomus orientalis

Verébalakúak (Passeriformes)
- lazúr tündérmadár	Malurus cyaneus
- délvidéki sertefarkú	Stipiturus malachurus
- parti gyémántmadár	Pardalotus punctatus
- csíkosfejű gyémántmadár	Pardalotus striatus
- fehértorkú ausztrálposzáta	Sericornis frontalis
- óvatos pusztai ökörszem-légykapó	Hylacola cauta
- barna ausztrálposzáta	Acanthiza pusilla
- sárga ausztrálposzáta	Acanthiza nana
- csíkosbegyű tüskecsőr	Acanthiza lineata
- piroscsüngős lebenyesmadár	Anthochaera carunculata
- Anthochaera chrysoptera	Anthochaera chrysoptera
- vöröstorkú mézevő	Acanthagenys rufogularis
- kockás mézevő	Xanthomyza phrygia
- kantáros mézevő	Lichenostomus virescens
- fehérfülű mézevő	Lichenostomus leucotis
- bíborszárnyú mézevő	Lichenostomus cratitius
- ártéri mézevő	Lichenostomus penicillatus
- rövidcsőrű mézevő 	Melithreptus brevirostris
- holdas mézevő 	Melithreptus lunatus
- aranyszárnyú mézevő	Phylidonyris pyrrhoptera
- fehérszemű mézevő	Phylidonyris novaehollandiae
- fehérfejű mézevő	Purnella albifrons, Phylidonyris albifrons
- aranyhomlokú mézevő	Gliciphila melanops, Phylidonyris melanops
- keleti mézmadár	Acanthorhynchus tenuirostris
- skarlátdalnok	Ephthianura tricolor
- hamvas dalnok	Ephthianura albifrons
- skarlátbegyű cinegelégykapó	Petroica multicolor
- tüzesbegyű cinegelégykapó	Petroica phoenicea
- nyugati ostormadár	Psophodes nigrogularis
- sárga légykapó	Pachycephala pectoralis
- szürkebegyű gébicsrigó	Colluricincla harmonica
- Myiagra cyanoleuca	Myiagra cyanoleuca
- fehérállú császárlégykapó 	Myiagra inquieta
- szarkapacsirta	Grallina cyanoleuca
- örvös legyezőfarok	Rhipidura fuliginosa
- fehérhasú legyezőfarok	Rhipidura leucophrys
- flitteres drongó	Dicrurus bracteatus
- olajzöldhátú málinkó	Oriolus sagittatus
- álarcos kakukkgébics	Coracina novaehollandiae
- álarcos fecskeseregély	Artamus personatus
- szemsávos fecskeseregély	Artamus superciliosus
- feketeképű fecskeseregély	Artamus cinereus
- fehérszárnyú fecskeseregély	Artamus cyanopterus
- feketehátú fuvolázómadár	Gymnorhina tibicen
- szürke rablóvarjú	Strepera versicolor
- ausztrál varjú	Corvus coronoides
- társas varjú	Corvus mellori
- énekes bokorpacsirta	Mirafra javanica
- mezei pacsirta	Alauda arvensis
- ausztrál sarkantyúspityer	Anthus novaeseelandiae
- házi veréb	Passer domesticus
- vörösszemsávos pinty	Neochmia temporalis
- tűzfarkú pinty	Stagonopleura bella
- tengelic	Carduelis carduelis
- ausztrál fecske	Hirundo neoxena
- feketés ágfecske	Petrochelidon nigricans, Hirundo nigricans
- szőke fecske	Petrochelidon ariel, Hirundo ariel
- bengáli nádirigó	Acrocephalus stentoreus
- törpe lápiposzáta	Megalurus gramineus
- fekete hasú pacsirtaposzáta	Cinclorhamphus cruralis
- ezüstös pápaszemesmadár	Zosterops lateralis
- pápua földirigó	Zoothera lunulata
- fekete rigó Turdus merula
- seregély	Sturnus vulgaris